# Alep
Alep (arabsko حلب, latinizirano: Haleb) je mesto z okoli 2 milijona prebivalcev na severu Sirije ob reki Kuvajk. Arabsko ime Haleb, ki pomeni »sveže mleko«, je dobilo po legendi, ki govori o Abrahamovem razdajanju mleka popotnikom skozi regijo.

## Zgodovina
Alep, ki naj bi bil poseljen že pred 8 tisočletji, se z Damaskom in še nekaterimi drugimi bližnjevzhodnimi mesti poteguje za naslov najstarejše nepretrgano poseljene naselbine na svetu. Po marijskih arhivih je v 18. stoletju pr. n. št. bilo središče amoritskega kraljestva Jaamkhad in sta mu bila podrejena Ugarit in Ebla. V 17. in 16. stoletju pr. n. št. so ga podjarmili Hetiti. V času Selevkidov, v obdobju Aleksandra Velikega, je znova pridobilo na pomebnosti in se imenovalo Beroia. Leta 64 pr. n. št. so ga tako kot preostanek današnje Sirije zavzeli Rimljani in po padcu Palmire je postalo pomembno trgovsko središče ob poti med Sredozemljem in Evfratom. Obenem je bilo središče izvoza olivnega olja iz okolice ter vojaška postojanka, ki je branila meje Rimskega imperija na severu. Leta 611 so ga opustošili Perzijci, leta 637 pa so ga osvojili muslimani. V letih 961 in 968 so Bizantinci poskušali vdreti vanj, vendar jim nikoli ni uspelo zavzeti citadele. V 10. stoletju so ga porušili trije močni potresi, po katerih ga je Nuredin zgradil na novo. Leta 1124 so ga oblegali križarji, mongolski vpadi leta 1260 in 1401 so dodobra zdesetkali prebivalstvo. Leta 1517 je postal del Osmanskega imperija. Vzpostavil je stike z angleškimi, nizozemskimi in francoskimi trgovci in mesto je doživelo razcvet, ki so ga najprej načela odkritja pomorskih poti v Indijo v 18. stoletju, končal se je pa v 19. stoletju, ko so potres in nalezlijive bolezni ubili 60 % meščanov in porušili dobršen del zgradb vključno s citadelo. Po prvi svetovni vojni, ko se je vanj priselilo precejšnje število Armencev, je postalo del francoske mandatne Sirije in velik del nekdanje alepske province je bil dodeljen Turčiji. Leta 1945 je postal del neodvisne Sirije in bil vedno drugo najpomembnejše mesto za Damaskom. Ob koncu 20. stoletja so trgovino nekoliko prizadele sankcije proti Iraku, vendar so primanjkljaj nadoknadili trgovci iz nekdanje Sovjetske zveze. 

## Znamenitosti
Citadela stoji na 50 m visoki vzpetini, kjer je verjetno že v 10. stoletju pr. n. št. stalo svetišče (počemer lahko sklepamo po izkopanih dveh bazaltnih levih). Prvo utrdbo so v 4. stoletju pr. n. št. postavili Selevkidi. Muslimani so izkopali 20 m globok in 30 m širok obrambni nasip in ga na spodnjih dveh tetjinah utrdili. Današnjo podobo je dobila v času Mamelukov med 13. in 16. stoletjem, zatem pa je izgubila vojaški pomen, zato je služila kot guvernerjeva rezidenca in vojašnica. Znotraj obzidja se nahajajo Abrahamova mošeja ki jo je v 12. stoletju postavil Nuredin (ravno tu naj bi Abraham delil mleko, poleg tega velja za enega izmed domnevnih krajev, kjer naj bi bila pokopana glava Janeza Krstnika), še ena mošeja iz 13. stoletja, obnovljeno kopališče (hamam) in ostanki Ajubidske palače, ki jo je leta 1230 postavil Al Aziz, že 30 let kasneje pa so jo porušili Mongoli. Leta 1970 so tam za potrebe kulturnih prireditev postavili še betonsko kopijo rimskega gledališča, ki sicer ni nikoli stalo tam.
V neposredni bližini suka (tržnice), ki je še do danes ohranil precej tradicionalnega pridiha, stoji Velika mošeja (znana tudi kot mošeja Omajadov ali Džami Zakarije). V 8. stoletju jo je postavil omajadski kalif Al Valid I. na mestu, kjer je prej stala cerkev sv. Helene iz 6. stoletja. V 11. stoletju je seldžuški sultan Tutuš postavil minaret, ki stoji še danes. Preostanek mošeje je bil uničen v požaru leta 1169, z obnovo je pričel Nuredin, nadaljevali pa Mameluki vse do 15. stoletja. 
Severno od citadele leži krščanska četrt Al Džejda (»nova četrt«). Ta pretežno maronitska in armenska četrt, ki je nastala v poznem mameluškem obdobju, sestoji iz več ozkih ulic in cerkva različnih vej krščanstva, nekaj zgradb pa nakazuje na višek, ki ga je doživela v 17. in 18. stoletju.